# Лі Сон Джін
Лі Сон Джін  (кор. 이 성진, 7 березня 1985) — південнокорейська лучниця, олімпійська чемпіонка.

## Виступи на Олімпіадах
| Олімпіада   | Дисципліна | Місце |
| ----------- | ---------- | ----- |
| Афіни 2004  | особисті   | 2     |
| Афіни 2004  | командні   | 1     |
| Лондон 2012 | особисті   | 6     |
| Лондон 2012 | командні   | 1     |